# Предраг Делибашић
Предраг Делибашић (Сарајево, 10. октобар 1928 — Београд, 6. август 2016) био је југословенски редитељ, сценариста и глумац.

## Биоографија
1941. ухапшен од власти НДХ. Из затвора у Усташком логору у Вишеграду побегао приликом транспорта. Боравио у Ужицу као избеглица из НДХ. Учесник НОБ 1941-1945. 1942. ухапшен од четника на терену Прибоја у Санџаку. Побегао приликом спровођења. 1950. ухапшен и заточен у логору на Голом отоку. Пуштен на интервенцију Милована Ђиласа (рехабилитован 2010).
Гимназију и велику матуру завршио у Сарајеву 1947. а Високу филмску школу завршио у Београду 1949. Дипломирао на Одсеку режије Академије за позоришну уметност у Београду (1953) Дипломирао на Одсеку режије на Експерименталном центру за кинематографију у Риму (1959)

## Филмографија
Редитељ  |  Сценариста  |  Глумац  |  Асистент режије  |  Сниматељ  |  уредник  |  
| Редитељ | ▲ |
| ------- | - |

|           | Назив           |
| --------- | --------------- |
| 1957      | Паја Јовановић  |
| 1960-te ▲ |                 |
| 1965      | Вина теку       |
| 1980-te ▲ |                 |
| 1985      | Капетан Рива    |
| 1990-te ▲ |                 |
| 1995      | Један од многих |
| Сценариста | ▲ |
| ---------- | - |

|           | Назив           |
| --------- | --------------- |
| 1957      | Паја Јовановић  |
| 1980-te ▲ |                 |
| 1985      | Капетан Рива    |
| 1990-te ▲ |                 |
| 1995      | Један од многих |
| Глумац | ▲ |
| ------ | - |

|           | Назив           | Улога     |
| --------- | --------------- | --------- |
| 1949      | Прича о фабрици | Инг Борис |
| 1960-te ▲ |                 |           |
| 1968      | У раскораку     | /         |
| Асистент режије | ▲ |
| --------------- | - |

|      | Назив       |
| ---- | ----------- |
| 1950 | Црвени цвет |
| 1956 | Клисура     |
| Сниматељ | ▲ |
| -------- | - |

|      | Назив           |
| ---- | --------------- |
| 1995 | Један од многих |
| уредник | ▲ |
| ------- | - |

|      | Назив     |
| ---- | --------- |
| 1965 | Вина теку |